# Strumjani
Strumjani (bułg. Струмяни) – wieś w południowo-zachodniej Bułgarii, w obwodzie Błagojewgrad. Ośrodek administracyjny gminy Strumjani.
Położone jest 1 km od rzeki Struma. Strumjani powstało w 1970 z połączenia dwóch wsi Gara Ograżden i Mikrewo.